# Gyro Monorail
Gyromonorail, gyroskopisk monorail, gyrostabiliseret monorail eller gyrocar er betegnelser for et landkøretøj med en enkelt skinne, der bruger den gyroskopiske virkning af et roterende hjul til at overvinde den iboende ustabilitet ved at balancere på toppen af en enkelt skinne.
Monorailen er forbundet med navnene Louis Brennan, August Scherl og Pjotr Shilovsky, som hver især byggede fungerende prototyper i fuld skala i begyndelsen af det 20. århundrede. En version blev udviklet af Ernest F. Swinney, Harry Ferreira og Louis E. Swinney i USA i 1962.
Gyro-monorailen blev aldrig udviklet ud over prototypestadiet.
Den vigtigste fordel ved monorailen, som Shilovsky nævner, er undertrykkelsen af jagtsvingninger, som var en hastighedsbegrænsning, som konventionelle jernbaner havde på det tidspunkt. Det er også muligt at foretage skarpere sving end de 7 km svingradius, der er typisk for moderne højhastighedstog som TGV'er, fordi køretøjet automatisk vil hælde i sving som et fly,[1] så der ikke opleves nogen centrifugalacceleration i siden af toget.
En stor ulempe er, at mange vogne - herunder passager- og godsvogne, ikke kun lokomotivet - ville kræve et konstant drevet gyroskop for at holde sig oprejst.
I modsætning til andre midler til at opretholde balancen, såsom lateral forskydning af tyngdepunktet eller brug af reaktionshjul, er det gyroskopiske balancesystem statisk stabilt, således at styresystemet kun tjener til at give dynamisk stabilitet. Den aktive del af balancesystemet kan derfor mere præcist beskrives som en rulningsdæmper.